# Коган, Лев Наумович
Лев Нау́мович Ко́ган (20 марта 1923, Екатеринбург — 15 июля 1997, Екатеринбург) — советский и российский учёный-социолог, исследователь культуры, один из основателей Уральской социологической школы. Доктор философских наук (1963), профессор (1964).

## Биография
Родился 20 марта 1923 года в Екатеринбурге в семье служащих.
После окончания школы поступил в Уральский государственный университет на историко-филологический факультет, по окончании университета (1945) остался работать в нём. Защитил кандидатскую диссертацию на тему «Русские революционеры-демократы о роли народных масс и личности в истории» в 1949 году; докторскую диссертацию «От труда социалистического к труду коммунистическому» (в двух томах) — в 1963 году. В 1966 году был переведён на работу в Уральский филиал Академии наук, где под его руководством был организован сектор социологии культуры Института экономики Уральского научного центра (1966—1977). Всё это время Лев Наумович продолжает преподавательскую деятельность в университете. В 1977 году возвращается на родную кафедру.
При активном участии Л. Н. Когана были открыты факультеты философии, искусствоведения и культурологии, политологии и социологии. С 1977 по 1987 год Лев Наумович был заведующим кафедрой теории научного коммунизма и социологии, с 1987 по 1997 год — профессором кафедры социально-политических наук философского факультета Уральского университета. До конца жизни преподавал философию, эстетику и социологию культуры.
Л. Н. Коган был членом редакционной коллегии журнала «Социологические исследования» (1974—1988), в течение 20 лет возглавлял бюро Уральского отделения Советской социологической ассоциации.
За работу по методическому обоснованию социального планирования награждён серебряной (1979) и бронзовой (1982) медалями ВДНХ СССР. Удостоен премий Уральского университета за монографию «Подъём культурно-технического уровня советского рабочего класса» (в соавторстве, 1961) и за цикл работ по теме «Актуальные проблемы культуры» (1995), премии имени Ленинского комсомола (1985).
Заслуженный деятель науки РСФСР (1983). Почётный профессор Уральского государственного университета (1996). Регулярно писал рецензии на театральные спектакли, а также был членом Союза театральных деятелей СССР. Действительный член РАЕН (1991) и Академии гуманитарных наук (1994).
Похоронен в Екатеринбурге на Широкореченском кладбище.
В память о Л. Н. Когане в Уральском Университете, ежегодно проводятся социологические чтения.

## Научная деятельность
Автор более 500 научных работ, в том числе 20 монографий, 3 учебных пособий. Более 40 монографий, брошюр, статей Л. Н. Когана переведены на иностранные языки и изданы за рубежом. С его именем связано возрождение, становление и развитие социологии культуры. Его труды по теории и методологии культуры, исследования по проблемам искусства были пионерными в 1960—1980-х годах. При непосредственном руководстве Льва Наумовича было защищено 182 кандидатских и 22 докторских диссертации (ещё в течение полутора лет после его смерти шли защиты диссертаций под его именем, взятым в чёрную рамочку).